# Porsche 911 GT1
Der Porsche 911 GT1 ist ein Rennwagen, der zur Teilnahme in der GT1-Klasse beim 24-Stunden-Rennen von Le Mans konstruiert und zu Homologationszwecken auch als Straßenwagen verkauft wurde. Im Gegensatz zu seinen Schwestermodellen 911 GT2 und 911 GT3 wurde der GT1 aber nicht auf Basis eines Serienfahrzeuges zum straßentauglichen Rennwagen weiterentwickelt, sondern lediglich in limitierter Auflage als Homologationsmodell für den Straßeneinsatz gebaut.
Er wird trotz der Bezeichnung von manchen nicht als echter Porsche 911 angesehen, da er von einem wassergekühlten Mittelmotor und nicht vom traditionellen luftgekühlten Heckmotor angetrieben wird. Zudem hat er eine komplett eigenständige, deutlich flachere Karosserie, die aus CFK gefertigt ist. Ihr Design orientierte sich zwar maßgeblich an den 911ern der Typen 993 und 996, die Karosserie des „Elfers“ besteht allerdings aus feuerverzinktem Stahlblech.

## Modellgeschichte und Fahrzeugausführungen
Der Porsche 911 GT1 wurde ab 1996 primär für den Renneinsatz konstruiert und zwecks Homologation in geringer Stückzahl als straßenzugelassener Supersportwagen gebaut, um für den Einsatz in den USA, in Le Mans sowie der europäischen BPR Global GT Series bzw. ab 1997 der FIA-GT-Meisterschaft zugelassen werden zu können. Erforderlich waren dafür 25 Exemplare, die FIA zeigte sich jedoch kulant. Der Motor, wie üblich ein Sechszylinder-Boxer, jedoch ein wassergekühlter Biturbomotor mit 440 kW (600 PS), basierte auf dem Triebwerk der erfolgreichen Gruppe-C-Rennwagen Porsche 956 C bzw. Porsche 962 und war, wie bei Rennwagen dieser Kategorie üblich, vor der Hinterachse eingebaut. Ein feststehender Heckflügel sorgte für den zur Fahrstabilität notwendigen Anpressdruck bei Geschwindigkeiten von teilweise weit über 300 km/h. Der Porsche 911 GT1 wurde von 1996 bis 1998 in verschiedenen Ausführungen produziert:
| Fahrzeugklasse                                                            | Zeitleiste der Porsche-911-GT-Rennwagen | Zeitleiste der Porsche-911-GT-Rennwagen | Zeitleiste der Porsche-911-GT-Rennwagen | Zeitleiste der Porsche-911-GT-Rennwagen | Zeitleiste der Porsche-911-GT-Rennwagen | Zeitleiste der Porsche-911-GT-Rennwagen | Zeitleiste der Porsche-911-GT-Rennwagen | Zeitleiste der Porsche-911-GT-Rennwagen | Zeitleiste der Porsche-911-GT-Rennwagen | Zeitleiste der Porsche-911-GT-Rennwagen | Zeitleiste der Porsche-911-GT-Rennwagen | Zeitleiste der Porsche-911-GT-Rennwagen | Zeitleiste der Porsche-911-GT-Rennwagen | Zeitleiste der Porsche-911-GT-Rennwagen | Zeitleiste der Porsche-911-GT-Rennwagen | Zeitleiste der Porsche-911-GT-Rennwagen | Zeitleiste der Porsche-911-GT-Rennwagen | Zeitleiste der Porsche-911-GT-Rennwagen | Zeitleiste der Porsche-911-GT-Rennwagen | Zeitleiste der Porsche-911-GT-Rennwagen | Zeitleiste der Porsche-911-GT-Rennwagen | Zeitleiste der Porsche-911-GT-Rennwagen | Zeitleiste der Porsche-911-GT-Rennwagen | Zeitleiste der Porsche-911-GT-Rennwagen | Zeitleiste der Porsche-911-GT-Rennwagen |
| Fahrzeugklasse                                                            | 1990er                                  | 1990er                                  | 1990er                                  | 1990er                                  | 1990er                                  | 2000er                                  | 2000er                                  | 2000er                                  | 2000er                                  | 2000er                                  | 2000er                                  | 2000er                                  | 2000er                                  | 2000er                                  | 2000er                                  | 2010er                                  | 2010er                                  | 2010er                                  | 2010er                                  | 2010er                                  | 2010er                                  | 2010er                                  | 2010er                                  | 2010er                                  | 2010er                                  |
| Fahrzeugklasse                                                            | 5                                       | 6                                       | 7                                       | 8                                       | 9                                       | 0                                       | 1                                       | 2                                       | 3                                       | 4                                       | 5                                       | 6                                       | 7                                       | 8                                       | 9                                       | 0                                       | 1                                       | 2                                       | 3                                       | 4                                       | 5                                       | 6                                       | 7                                       | 8                                       | 9                                       |
| FIA GT1                                                                   | 993 GT2 Evo                             | 993 GT1                                 | 996 GT1 Evo                             | 996 GT1 ’98                             |                                         |                                         |                                         |                                         |                                         |                                         |                                         |                                         |                                         |                                         |                                         |                                         |                                         |                                         |                                         |                                         |                                         |                                         |                                         |                                         |                                         |
| FIA GT2/GT (bis 2004) ACO GTS (bis 2004)                                  | 993 GT2                                 | 993 GT2                                 | 993 GT2                                 | 993 GT2                                 | 993 GT2                                 | 993 GT2                                 |                                         |                                         |                                         |                                         |                                         |                                         |                                         |                                         |                                         |                                         |                                         |                                         |                                         |                                         |                                         |                                         |                                         |                                         |                                         |
| FIA N-GT (bis 2004) ACO GT (bis 2004) FIA GT2 (ab 2005) ACO GTE (ab 2011) |                                         |                                         |                                         |                                         | 996 GT3 R                               | 996 GT3 R                               | 996 GT3 RS                              | 996 GT3 RS                              | 996 GT3 RS                              | 996 GT3 RSR                             | 996 GT3 RSR                             | 997 GT3 RSR                             | 997 GT3 RSR                             | 997 GT3 RSR                             | 997 GT3 RSR                             | 997 GT3 RSR                             | 997 GT3 RSR                             | 997 GT3 RSR                             | 991 RSR                                 | 991 RSR                                 | 991 RSR                                 | 991 RSR                                 | 991 RSR                                 | 991 RSR                                 | 991 RSR                                 |
| FIA GT3                                                                   |                                         |                                         |                                         |                                         |                                         |                                         |                                         |                                         |                                         |                                         |                                         | 997 GT3 Cup                             | 997 GT3 Cup                             | 997 GT3 Cup S                           | 997 GT3 Cup S                           | 997 GT3 R                               | 997 GT3 R                               | 997 GT3 R                               | 997 GT3 R                               | 997 GT3 R                               | 997 GT3 R                               | 991 GT3 R                               | 991 GT3 R                               | 991 GT3 R                               | 991 GT3 R                               |
| Porsche Carrera Cup                                                       | 993 Cup 3.8                             | 993 Cup 3.8                             | 993 Cup 3.8                             | 996 GT3 Cup                             | 996 GT3 Cup                             | 996 GT3 Cup                             | 996 GT3 Cup                             | 996 GT3 Cup                             | 996 GT3 Cup                             | 996 GT3 Cup                             | 997 GT3 Cup                             | 997 GT3 Cup                             | 997 GT3 Cup                             | 997 GT3 Cup                             | 997 GT3 Cup                             | 997 GT3 Cup                             | 997 GT3 Cup                             | 997 GT3 Cup                             | 991 GT3 Cup                             | 991 GT3 Cup                             | 991 GT3 Cup                             | 991 GT3 Cup                             | 991 GT3 Cup                             | 991 GT3 Cup                             | 991 GT3 Cup                             |

### Porsche 911 GT1 (1996)

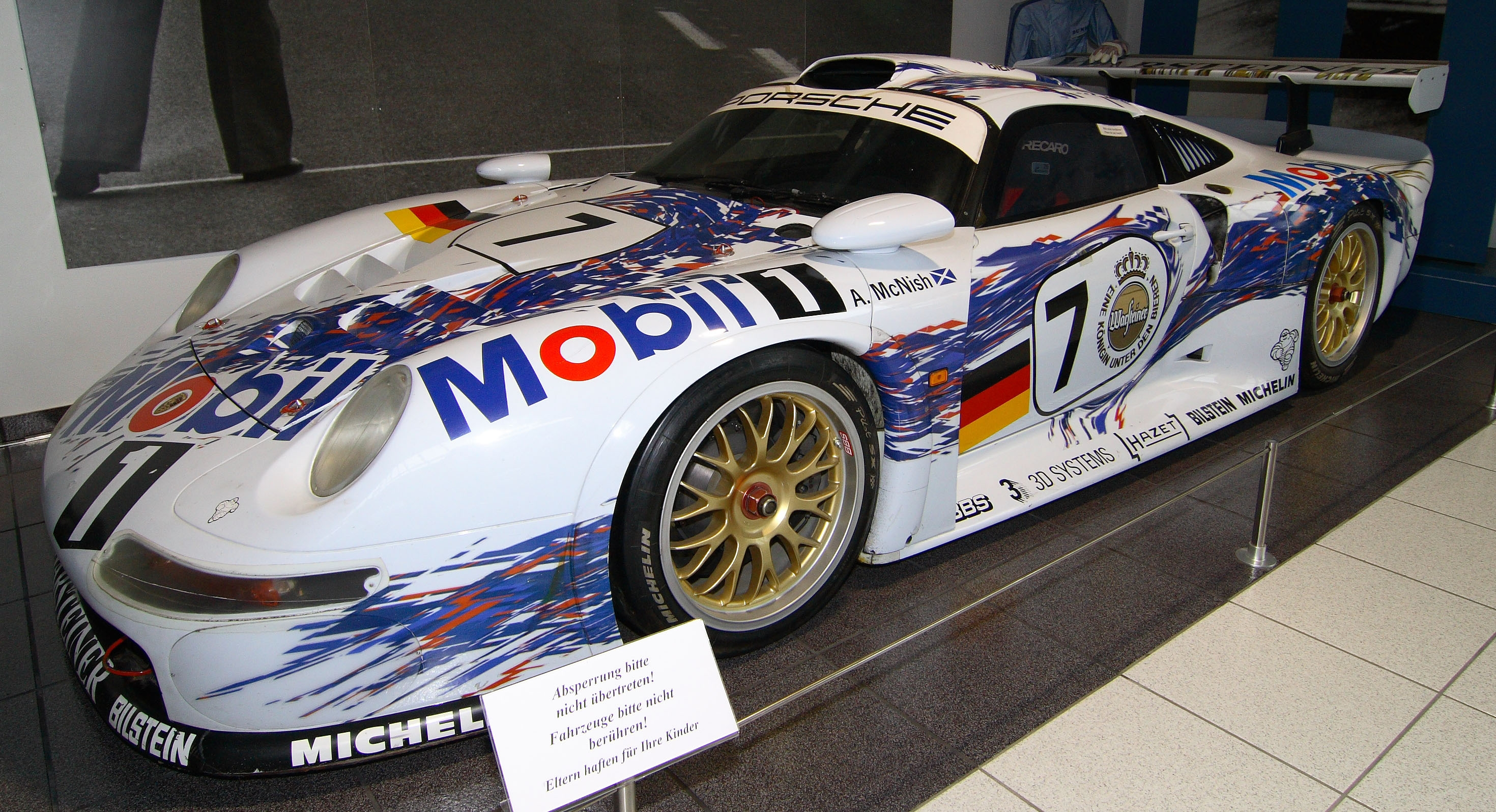
Die Rennversion des 1996er Porsche 911 GT1 im EFA-Museum für Deutsche Automobilgeschichte

Die erste Variante von 1996 wurde noch auf Basis des Porsche 993 aufgebaut. Von der Front bis zur B-Säule wurde – aufgrund der Crashvorschriften für die straßenzulassungsfähige Homologationsserie – die Rohkarosserie des Porsche 993 übernommen. Ab der B-Säule wurde ein Gitterrohrrahmen angebaut. Zudem wurde das Aussehen durch Übernahme der Scheinwerfer und Rückleuchten dem des Porsche Typ 993 angeglichen. Von diesem Fahrzeug wurden nur 2 Wagen als Straßenversion aufgebaut. Ab 1997 – bedingt durch den Modellwechsel zum 996 – wurden Scheinwerfer, Heckleuchten und andere äußere Merkmale an den damals aktuellen Typ angepasst.

### Porsche 911 GT1 Evo (1997)

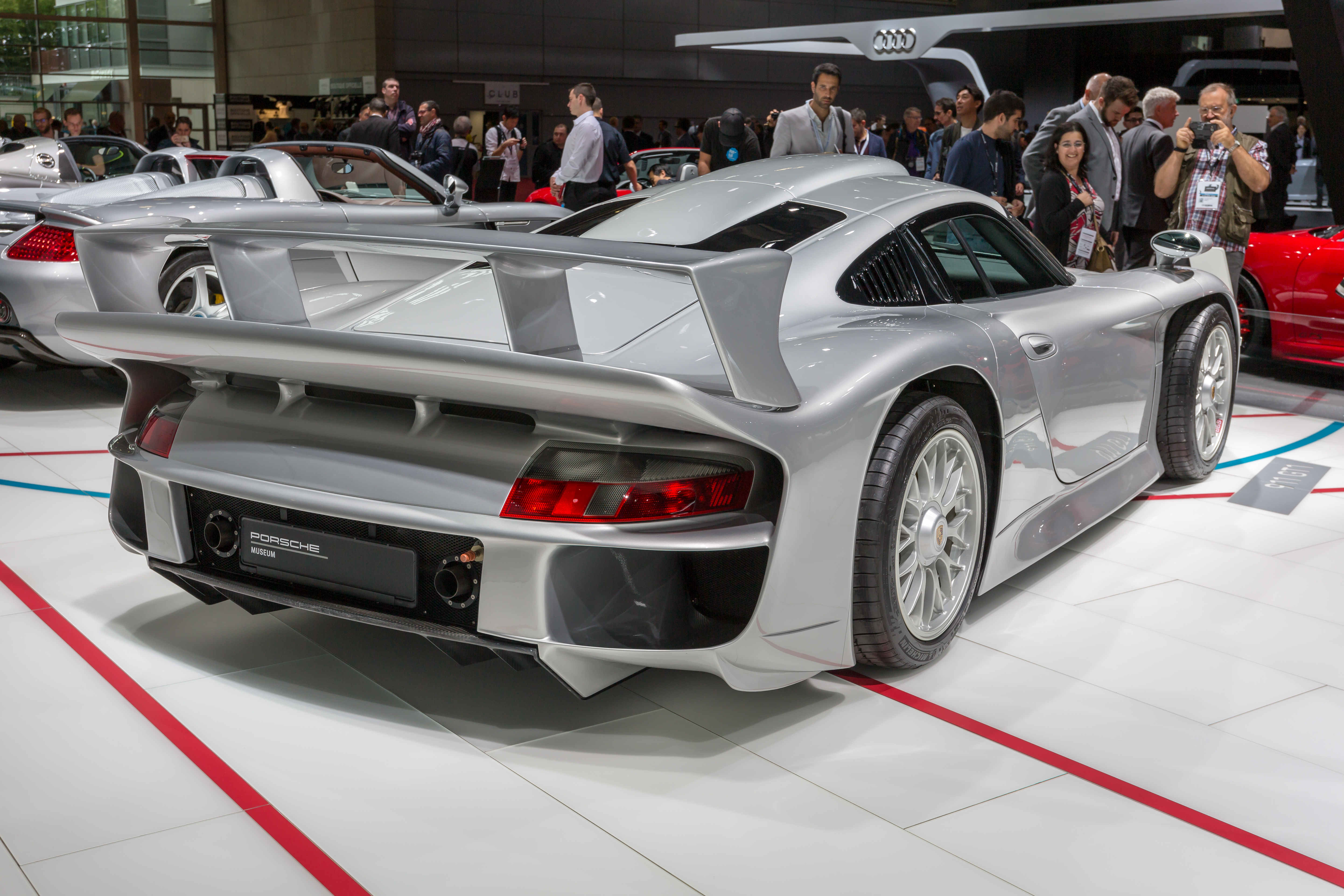
Straßenversion des 911 GT1 Evo

Der im Jahr 1997 erschienene Porsche 911 GT1 Evo präsentierte sich mit einer weitreichend überarbeiteten Karosserie sowie einem neuen Fahrzeugboden unter der Wagenfront, welcher einen verbesserten Abtrieb gewährleistete. Die Vorderachse ist neu, weist jedoch mit 1502 mm die gleiche Spurbreite auf wie im Vorgänger. Zahlreiche Details wurden von den Porsche-Ingenieuren vor allem mit Blick auf eine verbesserte Service-Freundlichkeit überarbeitet. Am 7. März des Jahres 1997 rollte der von zwei KKK Ladern vom Typ K 27 aufgeladene, aber wiederum von einem im Durchmesser 35,7 mm großen Air-Restriktor auf 400 kW (544 PS) bei 7200/min eingebremste und 600 Nm starke 911 GT1 Evo, pilotiert von Bob Wollek, erstmals aus der Werkstatt auf die Porsche Versuchsstrecke in Weissach-Flacht. Von 1997 bis 1998 fertigte Porsche von diesem Fahrzeugtyp insgesamt 21 Fahrzeuge, von denen einige auch für den Straßenbetrieb zugelassen waren und Porschekunden zum Stückpreis von 1.550.000 DM angeboten wurden.

### Porsche 911 GT1 ’98 (1998)

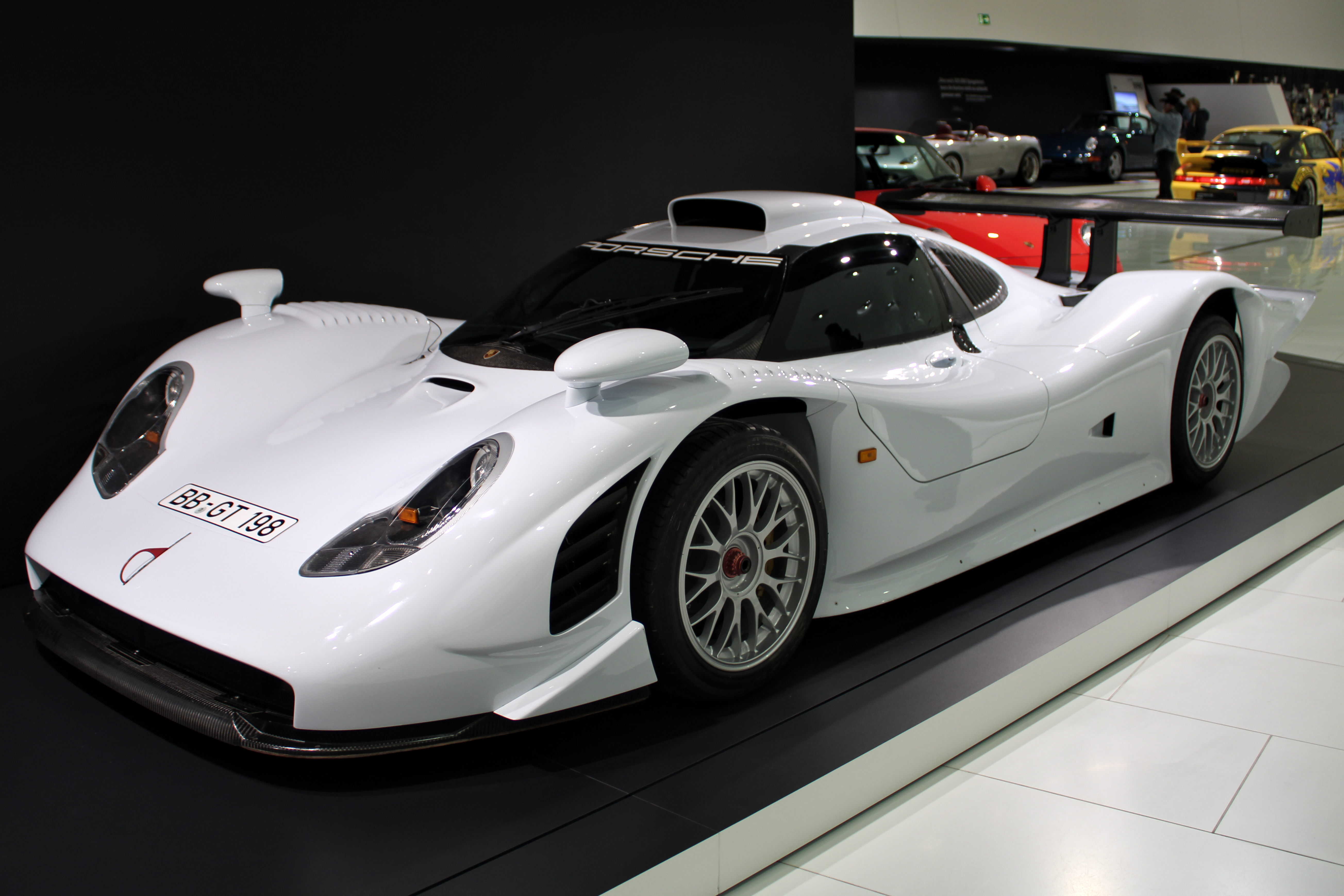
Straßenversion des 911 GT1 ’98

Nachdem der Mercedes-Benz CLK GTR 1997 in der FIA-GT-Meisterschaft auftauchte und sich als schneller erwies, wurde im Jahre 1998 die weiterentwickelte Version GT1 ’98 eingesetzt. Dank einer Änderung im Regelwerk der FIA musste von diesem Typ nur ein straßenzugelassener Wagen (Straßenversion) aufgebaut werden. Diese war nochmals flacher als die bisherige Version. Trotzdem verlor der GT1 ’98 alle Rennen der 1998er FIA-GT-Meisterschaft gegen Mercedes, gewann jedoch aufgrund seiner Zuverlässigkeit im dritten Anlauf glücklich in Le Mans gegen die zwar schnelleren, aber weniger zuverlässigen Gegner, die das Regelwerk konsequenter ausnutzten. Zu denen gehörte auch Toyota mit dem GT-One, der dort aber nie über einen zweiten Platz hinauskam. 
1999 entfiel die Pflicht für eine Straßenversion komplett, geschlossene GT-Prototypen wie Mercedes-Benz CLR und Audi R8C wurden entwickelt, zudem offene Sportwagen-Prototypen wie BMW V12 LMR und Audi R8R, gegen diese kompromisslosen Fahrzeugen konnten mit dem veralteten GT1 mit Turbo keine Rennen mehr bestritten werden. Porsche hatte einen offenen V10-Prototypen als Nachfolger für 2000 entwickelt, der jedoch aus Gründen der Konzernpolitik (keine hausinterne Konkurrenz gegen Audi) nie zum Renneinsatz kam, aber Jahre später stark überarbeitet als Porsche Carrera GT in Serie ging.

## Technische Daten
| Porsche 911 GT1:           | 911 GT1 (1996)                                         | 911 GT1 Evo (1997)                                     | 911 GT1 ’98 (1998)                                                        |
| -------------------------- | ------------------------------------------------------ | ------------------------------------------------------ | ------------------------------------------------------------------------- |
| Motor:                     | 6-Zylinder-Boxermotor mit Bi-Turboaufladung (Viertakt) | 6-Zylinder-Boxermotor mit Bi-Turboaufladung (Viertakt) | 6-Zylinder-Boxermotor mit Bi-Turboaufladung (Viertakt)                    |
| Hubraum:                   | 3200 cm³                                               | 3163 cm³                                               | 3220 cm³                                                                  |
| Bohrung × Hub:             |                                                        |                                                        | 74,4 × 95,5 mm                                                            |
| Leistung bei 1/min:        | 440 kW (600 PS) bei 7200                               | 400 kW (544 PS) bei 7200                               | 404 kW (550 PS) bei 7200                                                  |
| Max. Drehmoment bei 1/min: | 600 Nm bei 4250                                        | 600 Nm bei 4250                                        | 630 Nm bei 5000                                                           |
| Verdichtung:               | 9,0:1                                                  | 9,0:1                                                  |                                                                           |
| Ventilsteuerung:           | DOHC über Doppelkette, 4 Ventile pro Zylinder          | DOHC über Doppelkette, 4 Ventile pro Zylinder          |                                                                           |
| Kühlung:                   | Wasserkühlung                                          | Wasserkühlung                                          | Wasserkühlung                                                             |
| Getriebe:                  | 6-Gang-Getriebe, Sperrdifferential, Hinterradantrieb   | 6-Gang-Getriebe, Sperrdifferential, Hinterradantrieb   | 6-Gang-Getriebe, Sperrdifferential, Hinterradantrieb                      |
| Bremsen:                   | Scheibenbremsen (innenbelüftet), ABS                   | Scheibenbremsen (innenbelüftet), ABS                   | Carbon-Keramik-Bremsscheiben vorne und hinten 380 mm (innenbelüftet), ABS |
| Radaufhängung vorn:        | Doppelquerlenker                                       | Doppelquerlenker                                       | Doppelquerlenker                                                          |
| Radaufhängung hinten:      | Doppelquerlenker                                       | Doppelquerlenker                                       | Doppelquerlenker                                                          |
| Federung vorn:             | einstellbare Schraubenfedern                           | einstellbare Schraubenfedern                           | einstellbare Schraubenfedern                                              |
| Federung hinten:           | einstellbare Schraubenfedern                           | einstellbare Schraubenfedern                           | einstellbare Schraubenfedern                                              |
| Karosserie:                | Leichtbauweise (Karosserieform ähnlich Porsche 993)    | Leichtbauweise (Karosserieform ähnlich Porsche 996)    | Leichtbauweise (Karosserieform ähnlich Porsche 996)                       |
| Spurweite vorn/hinten:     | 1502 mm/1588 mm                                        | 1502 mm/1588 mm                                        | 1640 mm/1615 mm                                                           |
| Radstand:                  | 2500 mm                                                | 2500 mm                                                | 2500 mm                                                                   |
| Reifen/Felgen:             |                                                        |                                                        | 270/35-19 (vorne)/310/35-19 (hinten)                                      |
| Maße L × B:                | 4683 × 1946 mm                                         | 4710 × 1980 mm                                         | 4890 × 1990 mm                                                            |
| Leergewicht:               | ca. 1000 kg                                            | 1250 kg                                                | 950 kg                                                                    |
| Höchstgeschwindigkeit:     | ca. 320 km/h                                           | ca. 310 km/h                                           | ca. 325 km/h                                                              |

## Testwerte der Straßenversion
Die Straßenversion wurde 1997 von auto, motor und sport getestet:
- Hubraum 3163 cm³, 6 Zylinder, 400 kW (544 PS)
- L×B×H 4710 × 1950 × 1170 mm
- Leergewicht 1150 kg

- 0–50 km/h 2,1 s
- 0–100 km/h 3,9 s
- 0–130 km/h 5,4 s
- 0–160 km/h 7,1 s
- 0–180 km/h 8,8 s
- 0–200 km/h 10,5 s
- 0–250 km/h 17,4 s

- 400 m mit stehendem Start 11,6 s
- 1 km mit stehendem Start 20,7 s

- Höchstgeschwindigkeit 308 km/h

- Bremsweg aus 100 km/h 36,0 m (Verzögerung 10,7 m/s²)
- Bremsweg aus 200 km/h 130,8 m (Verzögerung 11,8 m/s²)

## Statistik

### Daytona-Ergebnisse
| Jahr | Nr. | Team               | Fahrer             | Fahrer            | Fahrer          | Fahrer        | Fahrer      | Runden | Rang (Gesamt) | Rang (Klasse) |
| ---- | --- | ------------------ | ------------------ | ----------------- | --------------- | ------------- | ----------- | ------ | ------------- | ------------- |
| 1998 | 00  | Larbre Competition | Christophe Bouchut | Patrice Goueslard | Carl Rosenblad  | André Ahrlé   |             | 667    | 3             | 2             |
| 1998 | 01  | Rohr Motorsport    | Allan McNish       | Danny Sullivan    | Jörg Müller     | Uwe Alzen     | Dirk Müller | 703    | 2             | 1             |
| 1998 | 38  | Champion Motors    | Thierry Boutsen    | Andy Pilgrim      | Ralf Kelleners  |               |             | 614    | 19 (DNF)      | 4 (DNF)       |
| 2001 | 0   | Bytzek Motorsports | Scott Maxwell      | David Empringham  | Richard Spenard | Klaus Bytzek  |             | 479    | 41            | 9             |
| 2001 | 01  | Bytzek Motorsports | Larry Schumacher   | Harry Bytzek      | John Brenner    | James Holtom  |             | 632    | 6             | 3             |
| 2001 | 76  | Gunnar Racing      | Gunnar Jeannette   | Wayne Jackson     | Paul Newman     | Mike Brockman |             | 37     | 78 (DNF)      | 14 (DNF)      |
| 2002 | 00  | Bytzek Motorsports | David Empringham   | Klaus Bytzek      | Richard Spenard | James Holtom  |             | 499    | 32 (DNF)      | 5 (DNF)       |
| 2003 | 6   | Gunnar Racing      | Gunnar Jeannette   | Duncan Dayton     | Peter Kitchak   | Ron Zitza     |             | 9      | 43 (DNF)      | 13 (DNF)      |

### Le-Mans-Ergebnisse
| Jahr | Nr. | Team                | Fahrer             | Fahrer              | Fahrer                     | Runden | Rang (Gesamt) | Rang (Klasse) |
| ---- | --- | ------------------- | ------------------ | ------------------- | -------------------------- | ------ | ------------- | ------------- |
| 1996 | 25  | Porsche AG          | Hans-Joachim Stuck | Thierry Boutsen     | Bob Wollek                 | 353    | 2             | 1             |
| 1996 | 26  | Porsche AG          | Karl Wendlinger    | Yannick Dalmas      | Scott Goodyear             | 341    | 3             | 2             |
| 1997 | 25  | Porsche AG          | Hans-Joachim Stuck | Thierry Boutsen     | Bob Wollek                 | 238    | DNF           | DNF           |
| 1997 | 26  | Porsche AG          | Emmanuel Collard   | Ralf Kelleners      | Yannick Dalmas             | 327    | DNF           | DNF           |
| 1997 | 27  | BMS Scuderia Italia | Pierluigi Martini  | Christian Pescatori | Antônio de Azevedo Hermann | 317    | 8             | 4             |
| 1997 | 28  | Konrad Motorsport   | Franz Konrad       | Mauro Baldi         | Robert Nearn               | 138    | DNF           | DNF           |
| 1997 | 29  | JB Racing           | Jürgen von Gartzen | Olivier Thévenin    | Alain Ferté                | 236    | DNF           | DNF           |
| 1997 | 30  | Kremer Racing       | Christophe Bouchut | Andy Evans          | Bertrand Gachot            | 207    | DNF           | DNF           |
| 1997 | 32  | Roock Racing        | Stéphane Ortelli   | Allan McNish        | Karl Wendlinger            | 8      | DNF           | DNF           |
| 1997 | 33  | Schübel Engineering | Pedro Lamy         | Armin Hahne         | Patrice Goueslard          | 331    | 5             | 3             |
| 1998 | 25  | Porsche AG          | Jörg Müller        | Uwe Alzen           | Bob Wollek                 | 350    | 2             | 2             |
| 1998 | 26  | Porsche AG          | Laurent Aïello     | Allan McNish        | Stéphane Ortelli           | 351    | 1             | 1             |

Autos, die sich lediglich in der Meldeliste befanden, ohne an den Start gegangen zu sein, werden nicht aufgeführt.

### Sebring-Ergebnisse
| Jahr | Nr. | Team            | Fahrer          | Fahrer     | Fahrer      | Runden | Rang (Gesamt) | Rang (Klasse) |
| ---- | --- | --------------- | --------------- | ---------- | ----------- | ------ | ------------- | ------------- |
| 1999 | 4   | Champion Racing | Thierry Boutsen | Bob Wollek | Dirk Müller | 310    | 4             | 4             |

## Trivia
Nachdem Bilder vom Los Angeles International Airport, die ein 911-GT1-ähnliches Fahrzeug zeigen, in den sozialen Medien für Aufsehen sorgten, präsentierte das englische Unternehmen Tuthill Porsche im Rahmen der Monterey Car Week im August 2024 schließlich den Restomod Tuthill GT One als Hommage an den Rennwagen der 1990er-Jahre. Er hat einen Vierliter-Boxermotor mit sechs Zylindern, der sowohl als Sauger als auch mit Turboaufladung erhältlich ist. 22 Exemplare des GT One sollen hergestellt werden.